# Vladyslav Kalitvincev
Vladyslav Jurijovyč Kalitvincev (ukrajinsky Владислав Юрійович Калітвінцев, * 4. ledna 1993, Moskva) je ukrajinský fotbalový záložník a mládežnický reprezentant, který je v současné době hráčem ukrajinského Dynama Kyjev na hostování v FK Černomorec Oděsa. Je to rychlý levonohý fotbalista s výbornou kopací technikou.
Jeho otcem je Jurij Kalitvincev, bývalý ukrajinský reprezentant a současný fotbalový trenér.

## Klubová kariéra

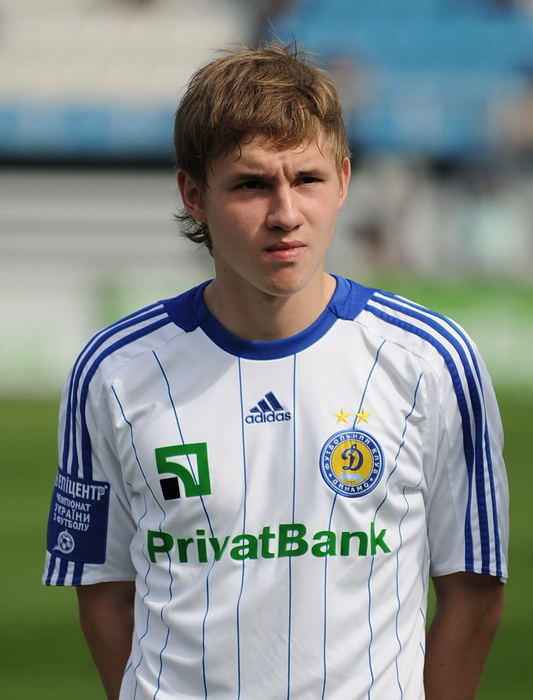
Vladyslav Kalitvincev

Na Ukrajině hrál za FK Dynamo Kyjev.
V červenci 2013 byl na testech v českém klubu FC Slovan Liberec, kterému se jej podařilo získat na hostování. Debutoval v prvním utkání druhého předkola Evropské ligy 2013/14 18. července 2013 proti domácímu lotyšskému celku Skonto Riga, Liberec si z Rigy do odvety odvezl porážku 1:2. V Gambrinus lize debutoval 21. července v utkání proti domácí Sigmě Olomouc, Liberec vyhrál 2:1. 19. září 2013 se gólem podílel na remíze 2:2 v Evropské lize 2013/14 proti domácímu německému celku SC Freiburg. Za nepříznivého stavu 0:2 vypálil zdálky, střela šla přímo na domácího brankáře Olivera Baumanna, který si ji však srazil do sítě. V Gambrinus lize odehrál celkem 13 zápasů, gól nevstřelil. V zimní ligové přestávce 2013/14 se vrátil do Dynama Kyjev.
V červenci 2015 odešel hostovat do ukrajinského klubu FK Černomorec Oděsa.